# Denis Merklen
Pour les articles homonymes, voir Merklen.

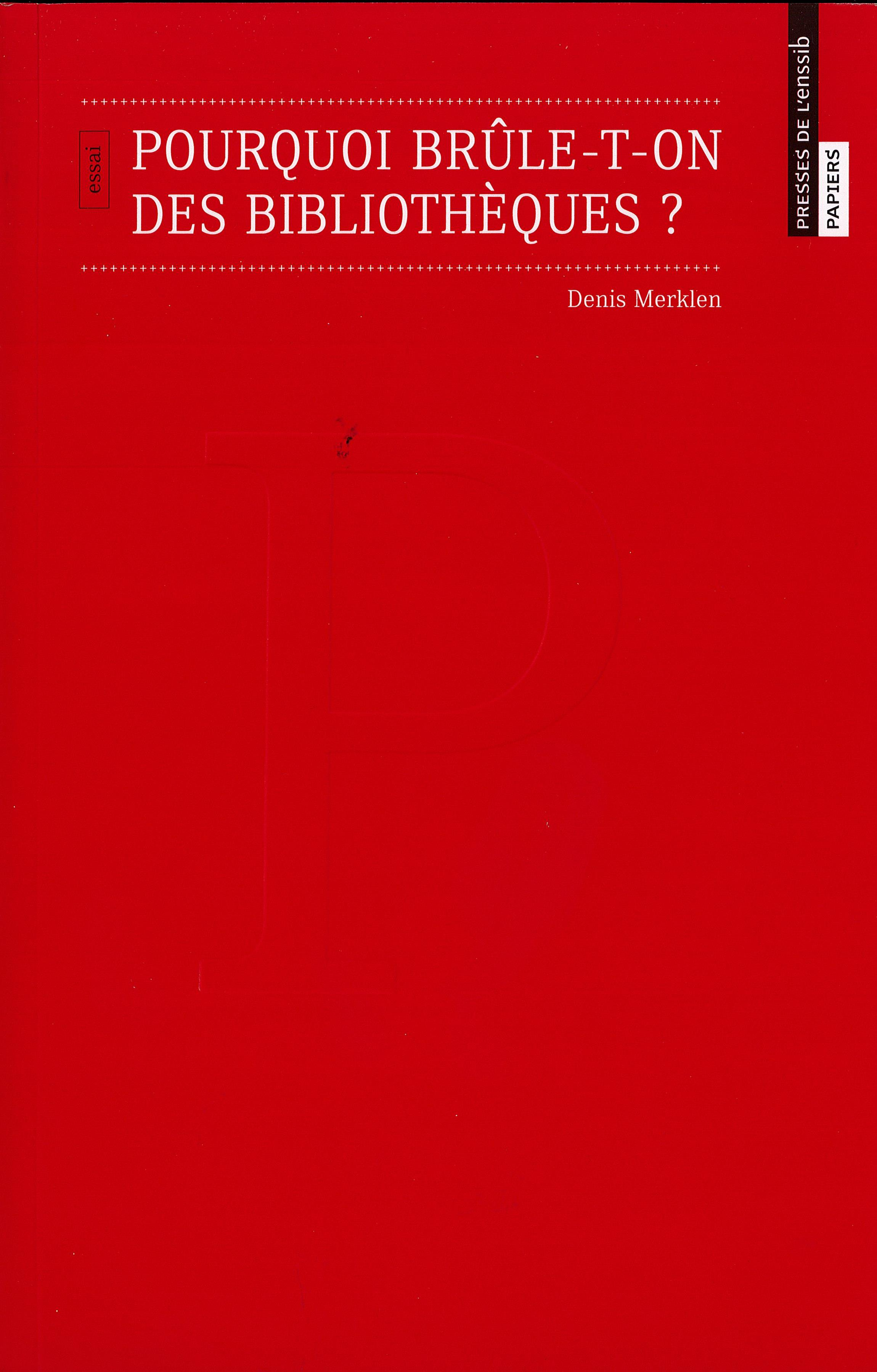
Pourquoi brûle-t-on des bibliothèques, 1ère éd. 2013

Denis Merklen, né le 13 août 1966 à Montevideo (Uruguay), est un sociologue spécialisé dans l'étude des classes populaires. Il est professeur à l'université Sorbonne-Nouvelle et directeur de l'Institut des hautes études de l'Amérique latine (IHEAL).

## Biographie
Denis Merklen quitte l’Uruguay en septembre 1973 pour rejoindre ses parents partis en exil en Argentine après le coup d’État qui inaugure la dictature civico-militaire (1973-1985). Sa famille s’installe à Ciudad Evita, une ville ouvrière très convulsionnée de la périphérie de Buenos Aires où la famille traversera la dictature militaire de l’Argentine (1976-1983) et où il habite pendant plus de 25 ans et adopte la nationalité argentine.
Il obtient son diplôme de sociologue (licenciatura) en 1989 et celui de professeur du second degré (profesor de la enseñanza media) en 1990 à l’université de Buenos Aires (UBA) où il rentre après avoir fait ses études dans un lycée public de Ciudad Evita où il prend les cours du soir pour élèves salariés. Il appartient à la première génération d’étudiants post-dictature avec Gabriel Kessler, Maristella Svampa ou Pablo Semán. Selon Silvia Sigal, « Denis Merklen appartient à une génération formée dans l’université postérieure à la dictature et qui ont fait des doctorats à l’étranger. L’appauvrissement, le chômage et la précarité s’offrent comme objet d’étude à ces nouveaux sociologues. La place centrale précédemment occupée par l’avenir institutionnel de la démocratie était maintenant prise par la nouvelle question sociale qu’ils ont contribué à conceptualiser ». Il est vite remarqué par plusieurs de ses professeurs rentrés d’exil pour construire une nouvelle Faculté de sciences sociales où la sociologie a été réintroduite à l’université après avoir été interdite pendant la dictature. Ainsi, il commence à enseigner avant d’être diplômé, dès 1986. Il intègre notamment les chaires de sociologie urbaine de Alberto Federico et de sociologie systémique de Juan Carlos Portantiero où il enseigne pendant plus de dix ans. À l’université de Buenos Aires il travaille aussi avec Emilio de Ipola, Inés Izaguirre, Lucas Rubinich et Ricardo Sidicaro. Francis Korn dirige son mémoire de master qu’il soutient en 1997, devenant l’un des premiers sociologues argentins à obtenir le grade de magister à l’UBA. C’est avec Francis Korn, au contact de la littérature et de l’anthropologie, et avec Silvia Sigal, lorsqu’il commence à rédiger sa thèse en français, qu’il entame une réflexion méthodologique sur l’écriture comme moment de production de la connaissance. En même temps, on associe son travail à l'introduction de la méthode ethnographique dans la sociologie argentine. Nicolas Aliano caractérise la figure de Merklen, avec celle de Javier Auyero et Pablo Semán, comme appartenant à une génération d'intellectuels qui vont vers le terrain cherchant à sortir d'une impasse politique: « face à la perplexité de la sociologie et de la science politique devant la crise de 2001 [en Argentine], Merklen signale comment les sciences sociales, centrant leur attention sur l'analyse des conditions formelles de consolidation de l'ordre démocratique, n'ont pas averti [...] les transformations liées à la politicité des classes populaires qui “d'en bas” et dans le cadre d'une détérioration de la démocratie sociale, mettaient à nouveau en question la démocratie toute entière. »
Il arrive à Paris en 1996 pour réaliser un Diplôme d’études approfondies puis un doctorat sous la direction de Robert Castel à l’École des hautes études en sciences sociales de Paris (EHESS). Sa thèse doctorale, qu’il soutient en décembre 2001, porte le titre Inscription territoriale et action collective. Les occupations illégales de terres urbaines en Argentine depuis les années 1980. Il réalise sa thèse au Centre d’études des mouvements sociaux (CEMS) de l’EHESS où il mène une intense activité intellectuelle en dialogue avec Monique de Saint-Martin, Rose-Marie Lagrave, Albert Ogien, Daniel Pécaut, Christian Topalov et Daniel Bertaux. Il intègre très vite le Groupe de réflexion sur le salariat que Castel anime au CEMS et en avril 2004 il y organise les journées d’études Injonctions d’individuation et supports sociaux des individus. À partir de 2009, il tient aux côtés de Robert Castel et avec Marc Bessin le séminaire Protections sociales et individus mobiles qu’ils décident d’arrêter en 2012 afin de rédiger un ouvrage sur le sujet. La mort de Castel en mars 2013 met fin à ce projet dont Denis Merklen tirera un texte « Las dinámicas de la individuación ». Au total, il aura travaillé de manière ininterrompue avec Robert Castel de 1996 à 2013 avec qui il se lie d’amitié. Cette collaboration s'inscrit dans l'un des versants de l’œuvre de Denis Merklen donnant lieu à quelques uns de ses plus importants travaux, sur les politiques sociales, la protection sociale, le salariat ou encore la pauvreté. Ainsi l'ouvrage Detras de la línea de la pobreza. La vida en los barrios populares de Montevideo (deux éditions, 2019 et 2023) réalisé après un important travail de terrain auprès les familles les plus pauvres de l'Uruguay visant à comprendre l'expérience sociale des politiques sociales dites "de proximité" mises en place par les trous gouvernements de gauche de ce pays (2005-2020).
Après avoir enseigné dans plusieurs universités françaises et notamment à Poitiers (2001-2002) et à Lille (2002-2004), il obtient en 2004 un poste de maître de conférences à l’université Paris Diderot – Paris 7 (aujourd’hui université Paris-Cité) qu’il occupe jusqu’en 2012. Il y travaille notamment avec le philosophe Étienne Tassin avec qui il maintient un long dialogue sur les liens de la politique avec la violence et la question sociale en régime démocratique. Ces échanges lui permettent de préciser son concept de « politicité » qui alimenta un projet de recherche débouchant sur la publication d’un ouvrage qu’ils ont codirigé, La diagonale des conflits (2018), à propos des expériences de la démocratie en Argentine et en France. Pendant cette période travaille aussi en intense collaboration avec Numa Murard qui devient le garant de son habilitation à diriger des recherches dont il soutient la thèse « Sociabilité et politicité. Quand les classes populaires questionnent la sociologie et la politique » en 2012 devant un jury composé de Robert Castel, Roger Chartier, Monique de Saint Martin, Olivier Schwartz et Étienne Tassin. Le mémoire principal donnera lieu à la publication de l’un de ses principaux ouvrages, Pourquoi brûle-t-on des bibliothèques ? (2013), traduit à l’espagnol sous le titre Bibliotecas en llamas avec une préface du directeur de la Biblioteca Nacional d’Argentine, Horacio González (2016).
Le 23 juin 2022, il est élu à l'unanimité directeur de l'Institut des hautes études de l'Amérique latine (IHEAL). Il devient ainsi le deuxième chercheur d'origine latino-américaine à diriger l'IHEAL, après Jacques Chonchol.

## Perspectives théoriques

### Sociabilité et «politicité» des classes populaires
L’œuvre de Denis Merklen tourne autour des classes populaires héritières de la classe ouvrière. Elle est charpentée par une série d’enquêtes de type ethnographique, à fort contenu de terrain,supposant un haut niveau d’intégration du chercheur dans le monde étudié. Outre l’Argentine et la France, ses terrains principaux, il a enquêté en Chine, à Haïti, au Sénégal et en Uruguay. Son dernier ouvrage est issu d'une enquête menée auprès de militants associatifs dans 10 villes de France : Les indispensables. Sociologie des mondes militants (2023).C’est dans la capitale uruguayenne, sa ville natale, où il réalise sa dernière enquête ethnographique sur l’État social modernisé sous les gouvernements de gauche du Front élargi donnant lieu à sa dernière publication : Detrás de la línea de la pobreza (2019 et 2023).
Il commence ses premières explorations dans la périphérie de Buenos Aires, à La Matanza où il observe, dès 1986, le mouvement dit des « asentamientos », un important mouvement social d’occupation illégale de terres à propos duquel il travaillera pendant plus de dix ans, jusqu’à la soutenance de sa thèse de doctorat en 2001. Son premier livre contient déjà d’une certaine façon les prémisses de sa sociologie, un travail où il « surprend l’académie argentine avec la publication de Asentamientos en La Matanza. La terquedad de lo nuestro (1991), un texte encore incontournable pour comprendre les nouvelles stratégies d’accès à l’habitat en Argentine, et pour saisir les mécanismes d’intégration et d’exclusion social auxquels ils répondent. » Au-delà de la question de l’accès au logement, Merklen cherche à comprendre la place des classes populaires héritières de la classe ouvrière péroniste dans l’espace politiquement ouvert et socialement fermé de la jeune démocratie argentine. Le quartier est le point d’appui de nouvelles formes de sociabilité ou de solidarité à l’intérieur de classes populaires qui tentent ainsi de résister aux forces centrifuges qui les poussent de plus en plus loin des liens assurés de l’intégration sociale. Le quartier est également le lieu où s’expérimente une nouvelle « politicité » populaire qui n’est plus celle des travailleurs et des descamisados péronistes mais celle des citoyens prenant à la lettre les promesses que la nouvelle démocratie ne peut pas tenir. Il s’agit de l’Argentine des « pauvres citoyens » qui anticipe d’une certaine manière une tendance lourde, selon le sociologue : l’avènement de sociétés démocratiques où une partie de leurs membres ne pourront pas se prémunir contre leur condition de citoyens pour se protéger de la pauvreté (Pobres Ciudadanos). « L’Argentine est un cas paradigmatique d’un doublé parcours, plus nous sommes devenus des citoyens, plus nous sommes devenus pauvres. Ceci contredit une certaine logique progressiste, comment se peut-il qu’un pays se démocratise et s’appauvrisse en même temps ? »
C’est cet univers que Merklen propose de saisir par son concept d’« inscription territoriale » des classes populaires, qu’il élabore dans le cadre de sa thèse en dialogue étroit avec Les métamorphoses de la question sociale que Robert Castel venait de publier en 1995, quelques mois avant d’accueillir le jeune doctorant venant de Buenos Aires pour tenter de penser les effets de décomposition et de recomposition de la grande société salariale de l’Amérique latine.
Dans ce cadre et déjà en contact avec la problématique de l’individuation et des nouvelles formes de l’individualisme, Merklen décrit les stratégies de débrouillardise caractéristiques de ces milieux comme relevant d’une « logique du chasseur » où on comprend la picaresque des habitants pauvres des grandes métropoles à la manière des Capitaines des sables de Jorge Amado (Capitães da areia, 1937), roman qu’il cite dans plusieurs de ses textes. Au contact avec un monde incertain et instable, les « chasseurs urbains » sortent en ville à la recherche de ressources qu’ils doivent attraper grâce à une intelligence située, loin de la reproduction dans laquelle s’installent les travailleurs des sociétés salariales stables suivant, eux, une « logique de l’agriculteur » qui appuie son comportement sur un univers stable.
À l’aide de ces concepts qu’il développe dans un premier temps suivant son expérience argentine, il publie en 2009 un livre où il commence à tirer les leçons de ses travaux de recherche sur les nouvelles classes populaires françaises : Quartiers populaires, quartiers politiques. À contre-courant de la sociologie hexagonale, il soutient que la mobilisation des banlieues n’est pas le résultat d’une déviation anomique ni d’un déficit de socialisation politique. Un débat où il intervient fortement à travers un article écrit pendant les « émeutes » de 2005 alors que la plupart de ses collègues considéraient ce mouvement comme « a-politique » voire « protopolitique », à l’instar de Gérard Mauger. Au contraire, Merklen montre l’émergence d’une nouvelle politicité post-classe ouvrière en France, une forme émergente de faire de la politique et de s’inscrire dans les liens politiques de la démocratie et de la république. Le problème du « déficit » de socialisation politique que la sociologie voit dans les révoltes de ceux qui brûlent des voitures et des bâtiments publics au lieu de manifester ou de faire grève se trouve dans le point de vue adopté par les intellectuels qui observent la réalité avec l’étalon des formes de mobilisation collective typiques de la politicité ouvrière. Le concept de politicité permet à Merklen d’adopter une perspective à la fois historique (la politicité évolue avec le temps) et sociologique (les formes de la politicité se distinguent selon les groupes sociaux) et empiriste. Les pratiques politiques contiennent parfois de la violence, sont illégales et non-discursives.

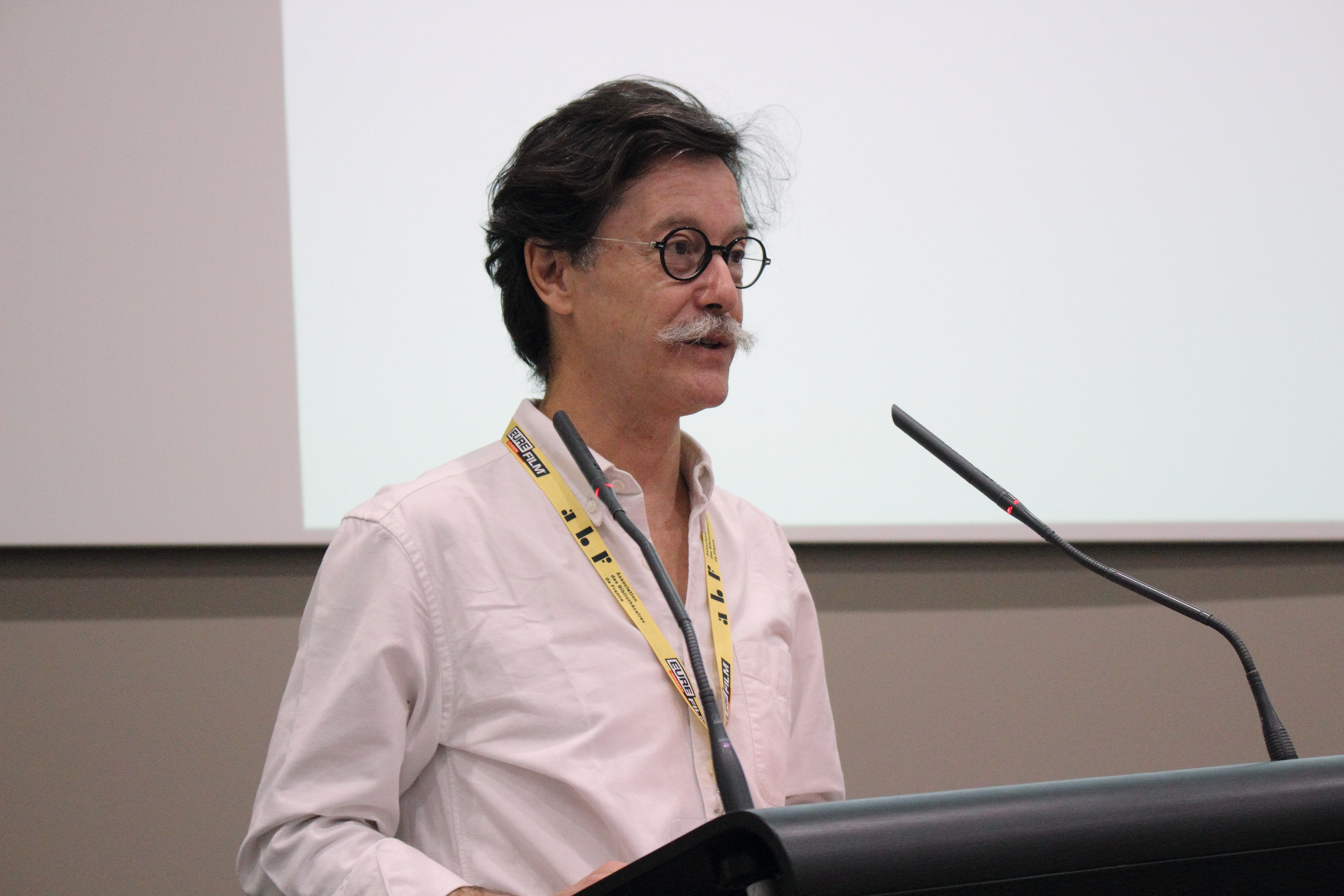
Conférence, Metz Congrès Robert Schuman, « Indispensables bibliothèques, proximité et distance », 67^{e} congrès de l’Association de bibliothèques de France, 3 juin 2022

Merklen parachève cette élaboration tout à fait personnelle à travers son enquête sur une série d’évènements passés sous silence jusqu’alors, donnant l’impression d’un déni collectif. Suivant un travail d’enquête de plus de six années sur le terrain, il « découvre » qu’en France 70 bibliothèques municipales ont été intentionnellement incendiées entre les années 1990 et 2010 sans provoquer la moindre émotion populaire et sans susciter aucune démarche d’enquête universitaire ou journalistique. Si la description de la politicité des « cités HLM » permet de comprendre pourquoi cette population s’attaque aux bibliothèques comme mode de protestation, le silence qui recouvre un tel phénomène permet au sociologue de mettre en lumière la fermeture d’un système démocratique devenu sourd aux voix qui proviennent des classes populaires dont la socialisation évolue à l’extérieur du vote, des partis politiques et des syndicats. L’observation du rapport à l’écrit de ce segment des classes populaires, non pas à travers l’école, mais par cette institution éminemment politique qu’est la bibliothèque publique permet de comprendre la centralité de la politique dans la production de la sociabilité de ce segment des classes populaires.
Ainsi le décrit François Dubet : « Un silence gêné entoure les 70 incendies de bibliothèques qui ont été allumés en France entre 1996 et 2013. Il faut dire que ces incendies n’ont jamais été revendiqués et que jamais aucune déclaration ne les a accompagnés à l’exception d’un « si Sarko passe on met le feu ! » Alors que l’on peut comprendre les incendies des commissariats de police comme des protestations contre la violence des policiers et, au-delà, contre la violence de l’État, pourquoi s’en prendre aux livres mis à disposition de tous dans les quartiers qui semblent souvent abandonnés ? Alors que l’on peut essayer de comprendre les incendies des écoles qui, dans les quartiers populaires, conduisent un grand nombre d’élèves vers l’échec et trahissent ainsi une promesse de justice, pourquoi s’en prendre aux bibliothèques qui ne refusent personne et ne sanctionnent personne ? Pour le dire plus simplement encore, il est absurde de brûler les quelques équipements publics qui offrent un accès à la culture et à la liberté sans rien exiger en échange. Qui brûle les bibliothèques ? Personne et tout le monde. Denis Merklen ne cherche pas à rencontrer les auteurs des incendies puisque c’est le quartier lui-même qui envoie un message avec des pierres et des cocktails Molotov. De la même manière que dans la pièce de Lope de Vega, Fuenteovejuna (1619), chaque villageois accusé d’avoir assassiné le collecteur d’impôt répond aux policiers que l’assassin est le village de Fuenteovejuna, le village et tout le village, l’incendie de la bibliothèque est l’œuvre du quartier. C’est un rapport de domination sociale qui incendie la bibliothèque. Le feu participe alors d’une forme élémentaire de vie politique, ce que Denis Merklen nomme la politicité. » Il s'agit d'une réflexion qu'il a prolongé, son œuvre devenant une référence pour les études sur le rapport à l'écrit des classes populaires et du monde de la lecture publique. Le 3 juin 2022, Denis Merklen donne une conférence dans le Congrès Metz Robert Schuman lors du 67e congrès de l’Association de bibliothèques de France sous le titre Indispensables bibliothèques, proximité et distance. La conférence a donné lieu en 2023 à la publication d'un ouvrage, Bibliothèques portes et ponts à la fois. Autour d'une conférence de Denis Merklen, où 14 chercheurs discutent les thèses et observations de la conférence. Dans la préface à l'ouvrage, l'historien du livre Julien Hage estime, à propos des travaux de D. Merklen, que « Son style comme son épistémologie au service d’un empirisme rigoureux donnent à ce livre une portée et un intérêt que son caractère situé – la décennie 2000, l’espace de la banlieue parisienne – n’épuise pas : pour qui, aujourd’hui, entend travailler dans le monde des bibliothèques, de la transmission des savoirs comme de la médiation socioculturelle, la lecture de cet ouvrage s’impose. Pourquoi brûle-t-on des bibliothèques ? est un classique moderne, mésestimé, des sciences sociales. »

## Ouvrages publiés
- avec Florence Schreiber, Bibliothèques, portes et ponts à la fois ? Autour d'une conférence de Denis Merklen, Villeurbanne, Presses de l'ENSSIB, 2023, en ligne (EAN électronique 9782375461723). Lire en ligne
- avec M. Cornu, M.-C. Lavabre et allii, Archives des dictatures sud-américaines. Entre droit à la mémoire et droit à l'oubli, Paris, Presses Universitaires de Nanterre, 2023, 392 p.  (ISBN 978-2-84016-527-9) Lire en ligne
- Les indispensables. Sociologie des mondes militants, Paris, Editions du Croquant, 2023, 301 p.  (ISBN 9782365123860)
- avec Lorenzo Jalabert, La dictadura, desde Francia, Montevideo, Ediciones del Berretín, 2022, 181 p.  (ISBN 978-9915-9364-6-8)
- avec Verónica Filardo Detrás de la línea de la pobreza. La vida en los barrios pobres de Montevideo, Buenos Aires-Montevideo, Ed. Gorla y Ed. Pomaire, 2019, 310 p.  (ISBN 978-987-1444-59-5). 2e édition avec une nouvelle préface et un nouveau chapitre inédit, Ediciones del Berretin, Montevideo, 2023  (ISBN 978-9915-9607-0-8)
- avec Étienne Tassin La diagonale des conflits. Expériences de la démocratie en Argentine et en France, Paris, Editions de l’IHEAL – ouvrage collectif codirigé 2018, 350 p.  (ISBN 978-2-37154-115-3)
- avec Elisabeth Ansttet et José López Mazz Después de la violencia. El presente político de las dictaduras pasadas, Montevideo, Ediciones de la Banda Oriental, 2017, 160 p.  (ISBN 9789974109926)
- avec Sophie Béroud, Paul Bouffartigue et Henri Eckert En quête des classes populaires. Un essai politique, Paris, Editions La Dispute, 2016, 216 p.  (ISBN 978-2-84303-278-3)
- Bibliotecas en llamas. Cuando las clases populares cuestionan la sociología y la política, Buenos Aires, Editorial de la Universidad Nacional de General Sarmiento, Colección Cuadernos de la Lengua, 2016, 374 p. – prefacio de Horacio González  (ISBN 978-987-630-248-7)
- Pourquoi brûle-t-on des bibliothèques ? Quand les classes populaires questionnent la sociologie et la politique, Villeurbanne, Presses de l’ENSSIB, 2020 (1re édition, 2013), 349 p.  (ISBN 979-10-91281-14-0). (Lire en ligne)
- avec Robert Castel, Gabriel Kessler et Numa Murard Individuación, precariedad, inseguridad. ¿Desinstitucionalización del presente?, Barcelona, Buenos Aires, Mexico, Editorial Paidós, 2013, 176 p.  (ISBN 978-950-12-6586-6)
- Politicité et sociabilité. Quand les classes populaires questionnent la sociologie et la politique, Habilitation à diriger des recherches, 3 volumes, Paris, Université Paris Diderot – Paris 7, 2011. Vol II « Mémoire principal » 497p. (lire en ligne)
- avec Mihai Dinu Gheorghiu et Monique de Saint Martin Social Boundaries and Family Upbringing, European Studies Programme – University of Delhi, Working Paper Series, 2011/IV, 24 p.
- Quartiers populaires, quartiers politiques, Paris, La Dispute, 2009, 305 p. – préface de Robert Castel  (ISBN 978-2-84303-157-1)
- avec Gilles Bataillon L’expérience des situations-limites, Ed. Karthala, Paris, 2009 251 p.  (ISBN 978-2-8111-0260-9)
- Inscription territoriale et action collective. Les occupations illégales de terres urbaines depuis les années 1980 en Argentine, Lille, publication de la thèse soutenue en décembre 2001, ANRT, 2006, 660 p.  (ISBN 978-2-7295-5969-4) (lire en ligne)
- Pobres Ciudadanos. Las clases populares en la era democrática (Argentina, 1983-2003), Buenos Aires, Ed. Gorla, 2005, 218 p. – prefacio de Silvia Sigal  (ISBN 987-22081-1-5) (Segunda edición aumentada con un 7mo capítulo y un prólogo del autor), Buenos Aires, Ed. Gorla, 2010  (ISBN 978-987-1444-09-0), 251 p.
- Fight Urban Poverty: A general framework for action, MOST Policy paper on social politics no 8, Paris, UNESCO, 2001 51 p. (lire en ligne)
- Les politiques de lutte contre la pauvreté urbaine. Un cadre général pour l’action), Document MOST de politiques sociales, UNESCO, Paris, 2001, 51p. (lire en ligne)
- Asentamientos en La Matanza. La terquedad de lo nuestro, Buenos Aires, Ed. Catálogos, 1991, 210 p.  (ISBN 950-9314-48-X)